# Joop (бренд одягу)

Рельєфний Стилізований Волошка — JOOP!, експонат Музей професійного мініатюрного мистецтва Генрик Ян Доміняк в Тихах, 20 × 17 мм, пластик

Joop GmbH, торгова марка JOOP! — німецький будинок моди преміумкласу, що спеціалізується на сучасному одязі та косметиці.

## Історія
Компанія була заснована як дизайнерська марка німецьким модельєром Вольфгангом Йоопом у Гамбурзі, Німеччина, у 1986 році. Joop, який продавав дизайнерський одяг під своїм прізвищем з 1981 року, заснував успішний ліцензійний бізнес, який з часом запропонував висококласний жіночий, чоловічий, дитячий одяг, аксесуари та товари для дому. Щоб відрізнити бренд від себе як художника, він додав до назви знак оклику. Вторинна колекція джинсового та спортивного одягу Joop! Jeans була створена в 1988 р. Компанія найбільш відома своїм широким асортиментом ароматів, який спочатку був запущений в 1987 році. В середині 1990-х років аромати Joop! були представлені на американському ринку, в той час, як його мода була представлена на Тижні моди в Нью-Йорку і продавалася американськими роздрібними ритейлами, такими як Saks Fifth Avenue.
У 1998 році Вольфганг Йооп і його діловий партнер, що розійшовся з ним, продали 95% акцій Joop інвестору, при цьому Йооп залишився креативним директором бренду. У 2001 році Йооп продав решту 5% і залишив компанію. Компанія конгломерату, Wünsche AG з Гамбурга, яка сама мала великі борги і не змогла перетворити бренд Joop! на глобального гравця, як планувала, оголосила про своє банкрутство наприкінці 2001 року. У 2003 році компанія Joop була продана ліквідатором Wünsche AG трьом колишнім ліцензіатам Joop у рівних частках та бізнес-підрозділах (мода, аксесуари/шкіра та парфумерія/косметика). У 2006 році ліцензіат з виробництва одягу, швейцарська компанія Holy Fashion Group, розрахувалася з ліцензіатом з виробництва аксесуарів/шкіри, Egana Goldpfeil, і тепер володіє бізнесом з виробництва одягу та аксесуарів Joop. Парфумерно-косметичний бізнес залишається у власності компанії Coty, Inc. з Нью-Йорка. Лінії Joop! Jeans та дитячого одягу були припинені наприкінці 2000-х років. Група компаній Holy Fashion Group, власниками якої є нащадки та колишні власники Hugo Boss, базується у м. Кройцлінген, Швейцарія. 
Joop пропонує сучасний жіночий та чоловічий одяг під брендами Joop! Collection та Joop! Casual, а також взуття та аксесуари, нижню білизну (Joop! Bodywear), ювелірні вироби, годинники (Joop! Time), парфумерію та колекцію для дому (Joop! Living) за цінами середнього рівня переважно на ринках Німеччини, Австрії та Швейцарії. Компанія має роздрібні магазини в Гамбурзі та Дюссельдорфі, інтернет-магазин, а також кілька аутлет-магазинів. У Німеччині Joop! є добре відомим брендом, впізнаваність якого серед населення сягає 82%. 
У 2020 році Joop! оголосив, що розширює свою чоловічу колекцію на Великобританію, маючи на меті подвоїти свої доходи. Бренд відкриє шоу-рум на Wappng Wall Street в Лондоні.